# Ayenia boliviana
Ayenia boliviana är en malvaväxtart som beskrevs av Henry Hurd Rusby. Ayenia boliviana ingår i släktet Ayenia och familjen malvaväxter. Inga underarter finns listade i Catalogue of Life.